# Дивосело
Дивосело је насељено место у Лици у саставу града Госпића, Личко-сењска жупанија, Република Хрватска.

## Географија
Дивосело је удаљено око 8 km јужно од Госпића. Изнад Дивосела ка Височици, код Рисове главе, Аланак, налази се „Јарчија јама“.

## Историја
По подацима из 1905. године Дивосело је православна црквена општина са селима Читлук, Орнице и Рибник. На челу црквене општине били су тада, Пеко Станић председник и Стево Обрадовић перовођа. Од јавних здања у месту су православна црква и комунална школа. Политичка општина се налазила у оближњем градићу Госпићу, а такође пошта и брзојав.
Дивосело је у 18. веку имало православну цркву, посвећену Рођењу Пресвете Богородице или Малој Госпојини. Православно парохијско звање је основано 1746. године, од када се воде и црквене матрикуле. Тадашњи дивоселски парох поп Јован Вујиновић је 1768. године купио јеванђеље, од гомирског игумана Т. Алексића. Било је то јеванђеље које је донео игуман из Русије, и у цркви дивоселској остало је до 1788. године. У дивоселској парохији 1827. године службују: парох поп Стефан Почуча и капелан поп Јован Витас. Иконостас дивоселске православне цркве осликао је 1839. године сликар Ђеза Талијанац. Црква је обновљена 1872. године, али почетком 20. века није била у добром стању. Око цркве је била озидана портанска ограда и постојало је српско православно гробље.
Дивоселска православна парохија је била прве платежне класе, на који би долазио само један свештеник са великом платом и парохијским домом. Парох 1905. године је стари поп Јован Богдановић (рођен 1842) из Грачаца, који служи у месту 39 година. Поп Јован се током живота бавио скупљањем етнолошке и лингвистичке грађе у свом народу.
Комунална школа у Дивоселу, коју издржава политичка општина има 1905. године, двоје учитеља. Били су то Петар Станић и Босиљка Богдановић, а ученици су били из Дивосела и припадајућих села. Редовну наставу у основној школи пратило је 280 ученика, а у пофторну (празничну) долазило је 70 ђака старијег узраста.
У месту је 1847. године пописано 1368 Срба православаца, а две деценије касније 1867. године било их је 1921. Дивосело у то време, почетком 20. века има 400 православних домова са 3251 православном душом.

### Други свјетски рат
Дивосело је током рата било поприште масакра који су 5. i 8. августа 1941. године Усташе извршили над српским живљем. У Дивоселу су усташе за један дан побиле и поклале око 700 Срба. У току Другог свјетског рата је страдало 1012 становника Дивосела, односно две трећине становника села. Током рата, фашисти су нападали село више од 70 пута.
Крајем јула 1941. У село Ведро Поље, срез Госпић дошли су Јаков Блажевић, адвокатски приправник, Миле Почуча, столар Јуре Наглић студент сви из Госпића и Дане Вујановић студент из Дивосела сазвали су скуп и на њему предложили да се сав народ склони у шуму пошто ради општег покоља, предстоји напад усташа на село. Млађе људе су позвали да одмах пођу са њима у Дивосело и тамо побију усташе, који су становали у школи. Већина присутних је послушала. Људи су повели своје фамилије, стоку и узели храну колико су могли и склонили се у шуму да би спасили голи живот. Скупили су се сви на пропланку званом Крушковача и улогорили се. Ту је било окупљено око 3.000 душа из села Ведро Поље, Дивосела, Орнице и Читлука. Блажевић са тројицом својих другова и још тридесетак млађих сељака навале на усташки стан у Дивоселу, тројицу усташа убију, а остали њих 7-8 побегну у Госпић. Народ је искупљен на Крушковачи логоровао десетак дана. Међутим једног јутра, у зору усташе су опколиле читав логор и отвориле на њих жестоку ватру из пушака и митраљеза. Настала је страховита паника. Са свих страна чуо се лелек и кукњава рањеника. „Људи жене и деца избезумљени бежали су на све стране, а усташе су кога су год стигле клале и убијале“. Ту је страдало око 1500 људи, жена и деце, а остатак око 1000 душа спасао се бекством. „Сви смо бежали према Метку „ каже један учесник. „Међу нама је било много рањеника“. Бежећи тако незнано куд, многи су уз пут у појединим селима остајали код својих познаника и пријатеља, а италијански војници који су их сретали, прихватали су рањенике и камионима слали у разне болнице по Далмацији.
У Дивоселу, срез Госпић 2. августа 1941. године убијено је око 1.200 људи међу којима и жене и деца.
У Дивоселу усташе су 2. августа 1941. године за време општег покоља Срба „пекли на ражњу двоје деце и терали људе да једу месо“.
Интересантно је навести причање Јелене Почуче (баке Радомира Почуче) из Дивосела о пљачкању у њеном крају. Она каже како су усташе покупиле све што је по кућама било вредно: "новац, сатове, тамбуре, мушка вреднија одела, обућу, а нарочито су односили спремљена девојачка руха и одећу младих жена. Све су то износили из моје куће". Да би спасила живот, она је побегла у шуму, а када се после неког времена вратила кући, имала је шта да види. "Гледала сам како хрватски сељаци износе и последње ствари из наших кућа, товаре их на наша кола и односе у Трновац, Брушане и остала католичка села преко баре". Кућа је наша потпуно опљачкана, а пред вратима су остале неке ствари "које су зликовци спремили да их одвезу колима". Сутрадан су дошле жене Хрватице из Трновца и Брушана и траже наше жито, док су мушкарци настављали да односе и остатак наших ствари из села". Поново је побегла у шуму, али су је усташе нашле, претресле и из недара јој узели књижицу Поштанске штедионице на којој је било уложено 4.000 динара. Повели су је заједно са децом да је стрељају, али су од тога одустали на заузимање неких Хрватица из оближњих села које су желе на њеној њиви.
Дивосело је дало 350 бораца НОВЈ, од којих је 150 погинуло у јединицама НОВЈ. Ноћу 3. августа 1941, партизански одред, састављен од становника места ослободио је Дивосело.
Након рата, у Дивоселу је подигнуто шест споменика невиним цивилним жртвама побијеним од стране усташа и борцима погинулим у јединицама НОВЈ широм Југославије од 1941—1945. године.

### Јарчја јама
У близини Дивосела се налази „Јарчја јама“ у коју су хрватске усташе 6. августа 1941. бациле 78 Срба разних узраста. У првим данима стварања Независне Државе Хрватске, у ову јаму је бачено 180 Срба из Почитеља и Дивосела.

### Република Српска Крајина
Дивосело се од распада Југославије до септембра 1993. године налазило у Републици Српској Крајини. Током операције Медачки џеп Дивосело је етнички очишћено и сравњено са земљом тако да данас више нема Срба.

## Култура

### Парохија
У Дивоселу је сједиште истоимене парохије Српске православне цркве. Парохија Дивосело припада Архијерејском намјесништву личком у саставу Епархије Горњокарловачке. У Дивоселу је постојао храм Српске православне цркве Рођења Пресвете Богородице саграђен 1873. године, а уништен током Другог свјетског рата. Парохију сачињавају: Дивосело, Читлук, Орнице и Рибник.

### Личке ОКЕ
У Дивоселу су поводом 27. јула Дана устанка народа СР Хрватске и 4. августа Дана устанка народа села: Дивосела, Читлука и Орница, сваке године прве недјеље августа одржавале су се личке сеоске спортске игре, под називом ОКЕ. Назив ОКЕ потјечу по мјесту одржавања. То је простор у центру села, мјесто великог извора хладне питке воде, званог Оке. Назив потјече од два извора, која се ту налазе и извиру, а по свом природном изгледу, подсјећају на очи у глави или оке.
Први пут је 1956. године организовано такмичење у „старим“ спортовима, бацање камена с рамена, скок ступе, потезање конопа, коњске трке (јахање без седла) и друге дисциплине. Каснија такмичења прерастају у манифестацију спортског, културног, политичког и туристичког карактера. Број такмичара и посјетилаца је из године у годину растао. Побједницима су уручиване златне, сребрне и бронзане плакете, признања и медаље, као и новчана награда побједнику дисциплине повлачење трупца. По избијању ратних сукоба 1991. године манифестација се не одржава.

## Становништво
Према попису из 1991. године, насеље Дивосело је имало 344 становника, међу којима је било 304 Срба, 17 Хрвата и 12 Југословена. Према попису становништва из 2001. године, Дивосело је имало свега 12 становника. Према попису становништва из 2011. године, насеље Дивосело је имало 4 становника.
| Националност       | 1991. | 1981. | 1971. | 1961. |
| Срби               | 304   | 376   | 474   | 596   |
| Југословени        | 12    | 23    | 7     | 8     |
| Хрвати             | 17    | 5     | 11    | 23    |
| остали и непознато | 11    | 3     | 13    | 1     |
| Укупно             | 344   | 407   | 505   | 628   |

| Демографија | Демографија | Демографија |
| Година      | Становника  | Становника  |
| ----------- | ----------- | ----------- |
| 1857.       | 1.844       |             |
| 1869.       | 1.988       |             |
| 1880.       | 2.005       |             |
| 1890.       | 2.148       |             |
| 1900.       | 2.222       |             |
| 1910.       | 2.001       |             |
| 1921.       | 2.128       |             |
| 1931.       | 2.164       |             |
| 1948.       | 679         |             |
| 1953.       | 697         |             |
| 1961.       | 628         |             |
| 1971.       | 505         |             |
| 1981.       | 407         |             |
| 1991.       | 344         |             |
| 2001.       | 12          |             |
| 2011.       |             | 4           |

## Попис 1991.
На попису становништва 1991. године, насељено место Дивосело је имало 344 становника, следећег националног састава:
| Попис 1991.‍  | Попис 1991.‍  | Попис 1991.‍ | Попис 1991.‍ | Попис 1991.‍ |
| ------------ | ------------ | ----------- | ----------- | ----------- |
|              |              |             |             |             |
| Срби         | Срби         |             | 304         | 88,37%      |
| Хрвати       | Хрвати       |             | 17          | 4,94%       |
| Југословени  | Југословени  |             | 12          | 3,48%       |
| неопредељени | неопредељени |             | 7           | 2,03%       |
| непознато    | непознато    |             | 4           | 1,16%       |
| укупно: 344  |              |             |             |             |

## Познате личности
- Нада Димић, партизанка и народни херој Југославије
- Миле Почуча, народни херој Југославије
- Радомир Почуча, српски новинар и војник